# Ruth Wilhelmi
Ruth Alwine Wilhelmi-König (* 5. April 1904 in Deutsch-Wilmersdorf; † 1977 in Berlin) war eine deutsche Theaterfotografin.

## Leben
Ruth Alwine wurde als uneheliche Tochter der Schneiderin Auguste Johanna Klara Kuliszak in deren Wohnung in der Kulmbacher Straße 12 in Deutsch-Wilmersdorf geboren. 1906 heiratete ihre Mutter den Redakteur Robert Wilhelmi, der Ruth als Tochter anerkannte. Nach einer Lehre bei einer Berliner Fotografin gründete Ruth Wilhelmi 1926 ein eigenes Atelier, zuerst mit dem Schwerpunkt Porträt- und Modeaufnahmen, dann seit Anfang der 1930er Jahre auch mit Theaterfotografie. Sie wirkte vor allem in Berlin, wo sie mehrere Bert-Brecht-Inszenierungen dokumentierte. Zu ihren Schülerinnen gehörte Margrit Schmidt. 1936 heiratete sie in erster Ehe den Kaufmann Werner Laegel. 1937 legte sie die Meisterprüfung ab und wurde danach Hausfotografin der Staatlichen Bühnen. 1943 wurde ihr Atelier bei einem Luftangriff zerstört. Nach 1945 arbeitete sie bis 1972 wieder als Theaterfotografin.
Nach ihrem Tod erwarb das Deutsche Theatermuseum in München 1981 ihr Archiv. Teile ihres Werkes befinden sich auch im Archiv der Akademie der Künste in Berlin.
Verheiratet war sie in zweiter Ehe mit dem Berliner Wirtschaftssenator Karl König.

## Bücherbeteiligungen (Auswahl)
- Annedore Leber: Das Gewissen entscheidet. Bereiche des deutschen Widerstandes von 1933–1945 in Lebensbildern, Fotographische Mitarbeit: Ruth Wilhelmi
- Theater in Berlin 1951–1961. Zehn Jahre Schiller-Theater, Schloßpark-Theater, Schiller-Theater Werkstatt. Mit 252 Abbildungen. (Fotos Ruth Wilhelmi et al.)
- Georg Zivier: Ernst Deutsch und das deutsche Theater, Haude & Spenersche Vlgsbuchhdlg. 1964 (Mit 99 Abb. nach Aufnahmen Ruth Wilhelmi u. a.)
- Alfred Mühr: Großes Theater, Begegnungen mit Gustaf Gründgens, Oswald Arnold Verlag, Berlin 1950 (Aufnahmen u. a. Ruth Wilhelmi)
- Richard Biedrzynski: Schauspieler – Regisseure – Intendanten (u. a. 27 Porträt- und Szenenfotos Ruth Wilhelmi)
- Bertolt Brecht: Couragemodell 1949. Mutter Courage und ihre Kinder, Henschel (1958), mit Bildern von Ruth Berlau, Hainer Hill und Ruth Wilhelmi